# 黛ジュン
黛 ジュン（まゆずみ ジュン、本名：渡邊 順子（わたなべ じゅんこ）、1948年5月26日 - ）は、日本の歌手、女優、作曲家。東京都調布市出身。
1960年代後半を中心に、独特のパンチの効いた魅力的な歌声でヒットを飛ばした。実兄は作曲家の三木たかし。

## 概略
活動開始は古く、1956年、8歳から歌手活動を始めている。品川区立冨士見台中学校卒業後、本名で各地の米軍キャンプをジャズ歌手として巡った。
1964年に「渡辺順子」の名でデビューするもヒットせず、1967年に石原プロモーションへ移籍する。作曲家の黛敏郎のファンだったことと、パンチのある歌唱力から「黛ジュン」と改名し、東芝音楽工業（現：ユニバーサル ミュージック合同会社）から「恋のハレルヤ」で再デビュー。ミニスカートと共にパンチの効いた歌声で一気に注目を集める。グループサウンズのブームと同時代に活躍したこととサウンドから、中村晃子らとともに一人GSとも呼ばれた。「土曜の夜何かが起きる」ほかの曲は、一人GSの有名曲である。鈴木邦彦が、作曲を担当することが多かった。兄の三木たかしが作曲したヒット曲もある。
1968年にリリースされた「天使の誘惑」は更なる大ヒットとなり、その年の第10回日本レコード大賞に輝いた。1967年から1968年の2年間で、レコード売上が500万枚を記録。自身のヒット曲が主題歌となった映画にも出演。「天使の誘惑」「夕月」では主演に抜擢、売れっ子女優にもなった。また年末恒例のNHK紅白歌合戦では、1967年の第18回から1970年の第21回まで、4年連続で通算4回の出場を果たしている。
1970年2月1日を以って、橋幸夫が所属するワールド・プロへ移籍。同年にスタジオミュージシャンの江藤勲と婚約、結婚し一旦引退する。しかし、江藤の家庭内暴力などが原因で、1973年に離婚。その後本格的に芸能界へ復帰する。しかし以前のような人気は得られず低迷したため、1980年にはレコード会社をCBS・ソニー（現：ソニー・ミュージックエンタテインメント）へ移籍、「風の大地の子守唄」などを発表した。さらに、1983年には日活ロマンポルノ「女帝」にも出演する。1993年には久々の新曲「すべてがさよならになる」を発売。2005年には、1970年に東京サンケイホールで行われた『リサイタル'70』などがCD化された。
またドラマーの石田秀雄と2回目の結婚となるが、1994年に再び離婚。2001年、作詞家の里村龍一と婚約を発表し話題を集めたが、里村がその後知り合いのイタコに相談したところ、「二人の相性が最悪。5年後には歌を辞めるように」と告げられたことがきっかけで、里村から別れを切り出され、わずか2か月で婚約破棄される羽目になった。
2009年5月11日、兄の三木たかしが64歳で死去。同年1月13日、『NHK歌謡コンサート』で30年ぶりの兄妹共演を果たしてから、わずか4か月後の悲報だった。実兄の最期を看取ることは出来ず、「兄のギターで歌っていた幼い日々や、初めて兄の作品を吹き込みした時のことが、次々と甦ってきて今は言葉にできません。申し訳ありません」とFAXでコメント。その後、5月19日の通夜の席では「今年3月初めに余命の告知を受け覚悟はしていましたが、あまりにも突然でまだ受け止めることが出来ません」「私は兄に褒められたくて一生懸命歌ってきた。兄には『私はこれからどうしたらよいのか教えてちょうだい』と言いたい」と終始大粒の涙を流しながら、悲痛な表情を浮かべていた。それから1か月後の同年6月16日、『NHK歌謡コンサート －特集・三木たかしの世界－』が生放映。黛は亡き実兄との想い出話を語った後、三木の作曲で大ヒットとなった「夕月」を、哀しみを抑えて歌唱した。
その後も、舞台やディナーショーを中心に歌手として活躍していたが、2011年1月、約5年前に発症した原因不明の喉の病気で歌声が思うように出せなくなり、歌手活動休止を示唆するコメントを表明。同年2月には黛自らが作曲した「博多山笠女節」を長山洋子に提供し作曲家としてデビュー。しかしその後、喉アレルギーの原因が判明し治療を続けた結果、2012年に入ってからはほぼ完治。また自身が作曲した新曲も発売するなど、活動を本格的に再開した。

## 人物・エピソード
- 自身の曲で特に好きな曲は、1975年に発売したシングル「鎌倉海岸通り」である。
- ジャズシンガーのダイアナ・クラールを好んで聴いている。
- 44歳から約11年間に渡り、重度の更年期障害に苦しんだが、木の実ナナからのアドバイスもあり快方に向かった。
- 好きな芸能人はEXILEのATSUSHI。好きなお笑い芸人は爆笑問題、タカアンドトシである。
- 好物は豚肉、鶏肉などの肉料理。
- テレビショッピングで、よく洋服を購入している。
- 渡辺友子とは従兄弟である。（父親同士が兄弟）

## ディスコグラフィ

### シングル
- 渡辺順子名義

| # | 発売日     | A/B面 | タイトル             | 作詞     | 作曲                   | 編曲       | レーベル          | 規格品番 |
| - | ---------- | ----- | -------------------- | -------- | ---------------------- | ---------- | ----------------- | -------- |
| 1 | 1964年 4月 | A面   | ダンケ・シェン       | 加茂亮二 | B.Kaempfert            | 寺岡真三   | ビクター レコード | SPV-3    |
| 1 | 1964年 4月 | B面   | ロリポップ・リップス | 漣健児   | H.Hunter S.Vincent     | 寺岡真三   | ビクター レコード | SPV-3    |
| 2 | 1964年 5月 | B面   | ウーキ・クーキ       | 山上路夫 | William.E.J.Jr.        | 寺岡真三   | ビクター レコード | SPV-6    |
| 3 | 1964年 8月 | A面   | あなたを想えば       | 漣健児   | P.Whittington          | 野々村直造 | ビクター レコード | SPV-17   |
| 3 | 1964年 8月 | B面   | 恋のうらぎり         | 漣健児   | G.Torrebruno G.Fucilli | 野々村直造 | ビクター レコード | SPV-17   |

- 黛ジュン名義

| #  | 発売日          | A/B面 | タイトル                      | 作詞                | 作曲             | 編曲                | レーベル              | 規格品番   |
| -- | --------------- | ----- | ----------------------------- | ------------------- | ---------------- | ------------------- | --------------------- | ---------- |
| 1  | 1967年 2月15日  | A面   | 恋のハレルヤ                  | なかにし礼          | 鈴木邦彦         | 中島安敏            | キャピトル レコード   | CR-1662    |
| 1  | 1967年 2月15日  | B面   | つみな人                      | なかにし礼          | 鈴木邦彦         | 鈴木邦彦            | キャピトル レコード   | CR-1662    |
| 2  | 1967年 7月5日   | A面   | 霧のかなたに                  | なかにし礼          | 中島安敏         | 中島安敏            | キャピトル レコード   | CP-1006    |
| 2  | 1967年 7月5日   | B面   | 恋のサルビア                  | 鈴木美苑            | 鈴木邦彦         | 鈴木邦彦            | キャピトル レコード   | CP-1006    |
| 3  | 1968年 1月5日   | A面   | 乙女の祈り                    | なかにし礼          | 鈴木邦彦         | 鈴木邦彦            | キャピトル レコード   | CP-1012    |
| 3  | 1968年 1月5日   | B面   | 淋しくて 淋しくて             | なかにし礼          | 鈴木邦彦         | 鈴木邦彦            | キャピトル レコード   | CP-1012    |
| 4  | 1968年 5月1日   | A面   | 天使の誘惑                    | なかにし礼          | 鈴木邦彦         | 鈴木邦彦            | キャピトル レコード   | CP-1027    |
| 4  | 1968年 5月1日   | B面   | ブラック・ルーム              | なかにし礼          | 鈴木邦彦         | 渡辺たかし          | キャピトル レコード   | CP-1027    |
| 5  | 1968年 9月10日  | A面   | 夕月                          | なかにし礼          | 三木たかし       | 三木たかし          | キャピトル レコード   | CP-1031    |
| 5  | 1968年 9月10日  | B面   | 愛の奇蹟                      | なかにし礼          | 鈴木邦彦         | 鈴木邦彦            | キャピトル レコード   | CP-1031    |
| 6  | 1969年 2月21日  | A面   | 不思議な太陽                  | なかにし礼          | 三木たかし       | 三木たかし          | キャピトル レコード   | CP-1040    |
| 6  | 1969年 2月21日  | B面   | 約束して                      | なかにし礼          | 三木たかし       | 三木たかし          | キャピトル レコード   | CP-1040    |
| 7  | 1969年 6月1日   | A面   | 雲にのりたい                  | 大石良蔵            | 鈴木邦彦         | 鈴木邦彦            | キャピトル レコード   | CP-1047    |
| 7  | 1969年 6月1日   | B面   | 愛がほしいの                  | なかにし礼          | 鈴木邦彦         | 鈴木邦彦            | キャピトル レコード   | CP-1047    |
| 8  | 1969年 9月10日  | A面   | 涙でいいの                    | なかにし礼          | 鈴木邦彦         | 鈴木邦彦            | キャピトル レコード   | CP-1050    |
| 8  | 1969年 9月10日  | B面   | 悲しみよ今日は                | なかにし礼          | 三木たかし       | 高見弘              | キャピトル レコード   | CP-1050    |
| 9  | 1969年 12月20日 | A面   | 土曜の夜何かが起きる          | なかにし礼          | 鈴木邦彦         | 鈴木邦彦            | キャピトル レコード   | CP-1052    |
| 9  | 1969年 12月20日 | B面   | 恋する女                      | なかにし礼          | 鈴木邦彦         | 鈴木邦彦            | キャピトル レコード   | CP-1052    |
| 10 | 1970年 5月25日  | A面   | 自由の女神                    | なかにし礼          | 三木たかし       | 高見弘              | キャピトル レコード   | CP-1055    |
| 10 | 1970年 5月25日  | B面   | 誰がために祈る                | なかにし礼          | 三木たかし       | 高見弘              | キャピトル レコード   | CP-1055    |
| 11 | 1970年 9月5日   | A面   | 時は流れる                    | なかにし礼          | 川口真           | 川口真              | キャピトル レコード   | CP-1061    |
| 11 | 1970年 9月5日   | B面   | 九月の花嫁                    | なかにし礼          | 川口真           | 川口真              | キャピトル レコード   | CP-1061    |
| 12 | 1971年 3月      | A面   | 憂愁                          | 阿久悠              | 三木たかし       | 三木たかし          | フィリップス レコード | FS-1214    |
| 12 | 1971年 3月      | B面   | 愛の祈り                      | 阿久悠              | 三木たかし       | 三木たかし          | フィリップス レコード | FS-1214    |
| 13 | 1971年 7月      | A面   | とても不幸な朝が来た          | 阿久悠              | 中村泰士         | 葵まさひこ          | フィリップス レコード | FS-1220    |
| 13 | 1971年 7月      | B面   | 悲しみの屋根の下で            | 阿久悠              | 中村泰士         | 葵まさひこ          | フィリップス レコード | FS-1220    |
| 14 | 1971年 12月     | A面   | 雪が降るのに                  | 橋本淳              | 筒美京平         | 筒美京平            | フィリップス レコード | FS-1233    |
| 14 | 1971年 12月     | B面   | 明日では遅すぎる              | 橋本淳              | 筒美京平         | 筒美京平            | フィリップス レコード | FS-1233    |
| 15 | 1972年 3月      | A面   | 裸足の妖精                    | 伊藤秀一            | すぎやまこういち | すぎやまこういち    | フィリップス レコード | FS-1703    |
| 15 | 1972年 3月      | B面   | 何故かあなたは                | 渡辺明              | すぎやまこういち | すぎやまこういち    | フィリップス レコード | FS-1703    |
| 16 | 1972年 8月      | A面   | 途はひとつ                    | 千家和也            | 筒美京平         | 筒美京平            | フィリップス レコード | FS-1714    |
| 16 | 1972年 8月      | B面   | 美しいものよ泪は              | 千家和也            | 筒美京平         | 筒美京平            | フィリップス レコード | FS-1714    |
| 17 | 1972年 12月     | A面   | バスを降りたら                | 千家和也            | 三木たかし       | 深町純              | フィリップス レコード | FS-1728    |
| 17 | 1972年 12月     | B面   | あなたが去って幾日目          | 千家和也            | 三木たかし       | 深町純              | フィリップス レコード | FS-1728    |
| 18 | 1973年 5月      | A面   | 川岸                          | 山上路夫            | 平尾昌晃         | 竜崎孝路            | フィリップス レコード | FS-1746    |
| 18 | 1973年 5月      | B面   | 雨あがり                      | 尾中美千絵          | 平尾昌晃         | 竜崎孝路            | フィリップス レコード | FS-1746    |
| 19 | 1973年 11月     | A面   | ロリエの傷あと                | 安井かずみ          | 浜圭介           | 竜崎孝路            | フィリップス レコード | FS-1773    |
| 19 | 1973年 11月     | B面   | 哀しみの雪が降る              | 安井かずみ          | 浜圭介           | 竜崎孝路            | フィリップス レコード | FS-1773    |
| 20 | 1974年 10月     | A面   | 冬化粧                        | 阿久悠              | 猪俣公章         | 竜崎孝路            | キャニオン レコード   | A-234      |
| 20 | 1974年 10月     | B面   | 初雪                          | 阿久悠              | 猪俣公章         | 竜崎孝路            | キャニオン レコード   | A-234      |
| 21 | 1975年 3月      | A面   | 乾杯                          | 阿久悠              | 浜圭介           | 森岡賢一郎          | キャニオン レコード   | A-251      |
| 21 | 1975年 3月      | B面   | 私は恋を捨てました            | 阿久悠              | 浜圭介           | 森岡賢一郎          | キャニオン レコード   | A-251      |
| 22 | 1975年 8月      | A面   | 鎌倉海岸通り                  | 阿久悠              | 三木たかし       | 三木たかし          | キャニオン レコード   | A-276      |
| 22 | 1975年 8月      | B面   | 帽子                          | 阿久悠              | 三木たかし       | 三木たかし          | キャニオン レコード   | A-276      |
| 23 | 1980年 2月25日  | A面   | 風の大地の子守り唄            | 阿木燿子            | 宇崎竜童         | 船山基紀            | CBS・ソニー           | 06SH-712   |
| 23 | 1980年 2月25日  | B面   | アフリカン・ナイト            | 阿木燿子            | 宇崎竜童         | 船山基紀            | CBS・ソニー           | 06SH-712   |
| 24 | 1980年 8月21日  | A面   | 男はみんな華になれ            | なかにし礼          | 網倉一也         | 船山基紀            | CBS・ソニー           | 07SH-835   |
| 24 | 1980年 8月21日  | B面   | 愛に死す                      | なかにし礼          | 網倉一也         | 船山基紀            | CBS・ソニー           | 07SH-835   |
| 25 | 1981年 2月25日  | A面   | たとえば鳥                    | 阿久悠              | 網倉一也         | 船山基紀            | CBS・ソニー           | 07SH-929   |
| 25 | 1981年 2月25日  | B面   | おもいで遊戯                  | 阿久悠              | 網倉一也         | 船山基紀            | CBS・ソニー           | 07SH-929   |
| 26 | 1981年 6月21日  | A面   | 夢追いびとよ                  | 阿久悠              | 桑原研郎         | 若草恵              | CBS・ソニー           | 07SH-1012  |
| 26 | 1981年 6月21日  | B面   | ペーパーハウス ペーパームーン | 阿久悠              | 桑原研郎         | 若草恵              | CBS・ソニー           | 07SH-1012  |
| 27 | 1982年 1月21日  | A面   | 羅馬の夢                      | 阿久悠              | 三木たかし       | 若草恵              | CBS・ソニー           | 07SH-1110  |
| 27 | 1982年 1月21日  | B面   | ラブ・イズ・オーバー          | 伊藤薫              | 伊藤薫           | 若草恵              | CBS・ソニー           | 07SH-1110  |
| 28 | 1982年 5月2日   | A面   | はさんですてろ                | 小椋佳              | 小椋佳           | 竜崎孝路            | CBS・ソニー           | 07SH-1153  |
| 28 | 1982年 5月2日   | B面   | 夢のままで                    | 石坂まさを 葉月多夢 | 葉月多夢         | 矢野立美            | CBS・ソニー           | 07SH-1153  |
| 29 | 1983年 7月21日  | A面   | 女は○                         | 三浦徳子            | 川口真           | 川口真              | CBS・ソニー           | 07SH-1368  |
| 29 | 1983年 7月21日  | B面   | 女は○○                        | -                   | -                | 川口真              | CBS・ソニー           | 07SH-1368  |
| 30 | 1983年 12月1日  | A面   | ラブ・イズ・オーバー          | 伊藤薫              | 伊藤薫           | 若草恵              | CBS・ソニー           | 07SH-1441  |
| 30 | 1983年 12月1日  | B面   | 女は○                         | 三浦徳子            | 川口真           | 川口真              | CBS・ソニー           | 07SH-1441  |
| 31 | 1984年 10月21日 | A面   | 愛の眺め                      | 早坂暁              | 三木たかし       | 飛澤宏元            | ビクター              | SV-7434    |
| 31 | 1984年 10月21日 | B面   | 涙                            | 早坂暁              | 三木たかし       | 飛澤宏元            | ビクター              | SV-7434    |
| 32 | 1986年 1月21日  | A面   | 二度咲きブルース              | 浅木しゅん          | 杉本真人         | 若草恵              | ビクター              | SV-9097    |
| 32 | 1986年 1月21日  | B面   | 霧雨ホテル                    | 浅木しゅん          | 杉本真人         | 若草恵              | ビクター              | SV-9097    |
| 33 | 1989年 11月8日  | 01    | 小説〜"I"Story〜              | 荒木とよひさ        | 三木たかし       | 白石幸一郎          | トーラス              | TADL-7304  |
| 33 | 1989年 11月8日  | 02    | 悲しみの自由                  | 荒木とよひさ        | 三木たかし       | 大谷和夫            | トーラス              | TADL-7304  |
| 34 | 1993年 12月1日  | 01    | すべてがさよならになる        | 秋元康              | 三木たかし       | 若草恵              | 東芝EMI               | TODT-3156  |
| 34 | 1993年 12月1日  | 02    | 涙のルーツ                    | 秋元康              | 三木たかし       | 若草恵              | 東芝EMI               | TODT-3156  |
| 35 | 1994年 9月21日  | 01    | 真赤な太陽                    | 吉岡治              | 原信夫           | [ 注釈 5 ]          | 東芝EMI               | TODT-3321  |
| 35 | 1994年 9月21日  | 02    | 恋のサルビア                  | 鈴木美苑            | 鈴木邦彦         | 鈴木邦彦            | 東芝EMI               | TODT-3321  |
| 36 | 1995年 7月19日  | 01    | 天使の誘惑'95                 | なかにし礼          | 鈴木邦彦         | 秋谷えりこ          | 東芝EMI               | TODT-3528  |
| 36 | 1995年 7月19日  | 02    | 土曜の夜何かが起きる'95       | なかにし礼          | 鈴木邦彦         | 奥居史生            | 東芝EMI               | TODT-3528  |
| 37 | 1995年 7月19日  | 01    | 恋のハレルヤ'95               | なかにし礼          | 鈴木邦彦         | -                   | 東芝EMI               | TODT-3529  |
| 37 | 1995年 7月19日  | 02    | 夕月'95                       | なかにし礼          | 三木たかし       | -                   | 東芝EMI               | TODT-3529  |
| 38 | 1997年 2月26日  | 01    | ASIAN SUNSET－アジアにて－    | 真名杏樹            | 三木たかし       | 若草恵              | 東芝EMI               | TODT-3906  |
| 38 | 1997年 2月26日  | 02    | フレンド                      | 真名杏樹            | 三木たかし       | 若草恵              | 東芝EMI               | TODT-3906  |
| 39 | 2008年 6月25日  | 01    | さくらの花よ 泣きなさい       | 荒木とよひさ        | 三木たかし       | 坂本昌之            | テイチク              | TECA-12144 |
| 39 | 2008年 6月25日  | 02    | 約束                          | 荒木とよひさ        | 三木たかし       | 堀江眞美            | テイチク              | TECA-12144 |
| 40 | 2016年 10月26日 | 01    | ブラック・ルーム              | なかにし礼          | 鈴木邦彦         | 三木たかし 二宮直樹 | 夢レコード            | YZYM-15046 |
| 40 | 2016年 10月26日 | 02    | 江戸っ子マンボ                | 荒木とよひさ        | 黛ジュン         | 斉藤あきら 二宮直樹 | 夢レコード            | YZYM-15046 |

自主制作盤
- 女性〜WOMAN〜（1987年）
  - 作詞：荒木とよひさ、作曲：三木たかし

### デュエット・シングル
| 発売日      | デュエット           | A/B面 | タイトル       | 作詞                | 作曲       | 編曲       | レーベル            | 規格品番 |
| ----------- | -------------------- | ----- | -------------- | ------------------- | ---------- | ---------- | ------------------- | -------- |
| 1977年 10月 | ヘンリー・ミッチェル | A面   | ラブ・トレイン | 中里綴 最首としみつ | 三木たかし | 三木たかし | キャニオン レコード | C-72     |
| 1977年 10月 | ヘンリー・ミッチェル | B面   | 愛はとこしえ   | 最首としみつ        | 三木たかし | 三木たかし | キャニオン レコード | C-72     |

### 企画シングル
- 3BABAが行く（2000.8.23）…うつみ宮土理、岡本夏生、瀬川瑛子、美川憲一らとのユニット「ヒガンバナ＋1」としてリリースした。

### アルバム
- 恋のハレルヤ（1967.12.1）
- 黛ジュン・リサイタル（1968.6.10）
- 天使の誘惑（1969.2.10）
- ジュンの世界（1969.5.10）
- 或る日のジュン（1969.12.1）
- 黛ジュン・リサイタル '70（1970.3.10）
- 自由の女神（1970.8.5）
- 憂愁 ジュンのお部屋（1971.4）
- 途はひとつ（1972.10）
- 愛情物語（1972.12）
- 黛じゅん・オン・ステージ（1973.2）
- 黛じゅんと浜圭介の世界（1973.12）
- 風雅なる幻想の世界（1974.12.10）
- サバンナ発（1980.11.21）
- 夢追いびとよ（1981.7.21）
- 灼熱のミニスカ・ダイナマイト!!（1994.11.9）
- 黛ジュン ベスト30（2001.8.22）
- 黛ジュン ゴールデン☆ベスト（2002.6.19）
- 甦る「真赤な太陽」（2002.7.24）
- ザ・デラックス・ビューティー（2003.9.18）
- 黛ジュン2 ゴールデン☆ベスト（2004.3.24）

### タイアップ曲
| 年     | 楽曲               | タイアップ                                                |
| ------ | ------------------ | --------------------------------------------------------- |
| 1980年 | 風の大地の子守り唄 | 映画「象物語」イメージソング                              |
| 1980年 | アフリカン・ナイト | 映画「象物語」イメージソング                              |
| 1981年 | 夢追いびとよ       | NHK連続テレビ小説「まんさくの花」イメージソング           |
| 1982年 | 羅馬の夢           | 映画「窓からローマが見える」イメージソング                |
| 1982年 | はさんですてろ     | TBS系ドラマ「燃える女」主題歌                             |
| 1984年 | 愛の眺め           | NHKドラマ「人間模様・新事件シリーズ〜断崖の眺め〜」挿入歌 |
| 1984年 | 涙                 | NHKドラマ「人間模様・新事件シリーズ〜断崖の眺め〜」挿入歌 |

### 楽曲提供
- 長山洋子
  - 博多山笠女節（2011年、作曲）※ジュン黛名義。

## NHK紅白歌合戦出場歴
| 年度/放送回               | 回 | 曲目                 | 出演順 | 対戦相手 | 備考       |
| ------------------------- | -- | -------------------- | ------ | -------- | ---------- |
| 1967年（昭和42年）/第18回 | 初 | 霧のかなたに         | 18/23  | 荒木一郎 | 紅白初出場 |
| 1968年（昭和43年）/第19回 | 2  | 天使の誘惑           | 22/23  | 森進一   | トリ前     |
| 1969年（昭和44年）/第20回 | 3  | 雲にのりたい         | 14/23  | 佐川満男 |            |
| 1970年（昭和45年）/第21回 | 4  | 土曜の夜何かが起きる | 06/24  | 橋幸夫   |            |

(注意点)
- 対戦相手の歌手名の( )内の数字は、その歌手との対戦回数、備考のトリ等の次にある( )はトリ等を務めた回数を表す。
- 曲名の後の(○回目)は、紅白で披露された回数を表す。
- 出演順は「(出演順) / (出場者数)」で表す。

## 出演

### 映画
- 君は恋人（日活映画。目に大けがをして療養していた浜田光夫の復帰第一作。黛は「恋のハレルヤ」を歌う）
- 夜明けの二人（松竹映画。橋幸夫と共演のメロドラマ。ハワイ100年祭記念作品）
- 天使の誘惑（松竹映画。石坂浩二、石立鉄男との共演。同名ヒットソングの映画化）
- 恋の乙女川（松竹映画。橋幸夫、尾崎奈々との共演。BGMとして夕月（唄とセリフ入り）が使われた。
- 夕月（松竹配給。森田健作との共演。森田はこれがデビュー作。同名ヒットソングの映画化）
- 涙でいいの（日活配給。黛の同名曲をタイトルにした作品）
- 「東京⇔パリ 青春の条件」（松竹配給。橋幸夫の芸能生活10周年記念映画。橋、舟木一夫、西郷輝彦のいわゆる“御三家”が共演した唯一の作品）
- 女帝（にっかつ配給。三越事件に材をとったフィクション）

### テレビドラマ
- てなもんや三度笠（1962年 - 1968年、ABC）ゲスト
- 花の恋人たち（1968年、毎日放送）
- 土曜ワイド劇場（ABC）
  - 女教師 白い肌の記憶（1983年）
  - 松本清張の黒い樹海（1986年）
- 火曜サスペンス劇場「姉は二度死んだ」（1984年、日本テレビ）
- 新・事件「断崖の眺め」（1984年、NHK）
- 特捜最前線 第385話「新幹線出張殺人!」（1984年、テレビ朝日）
- 木曜ゴールデンドラマ「暴力中学II・ある教師の詩」（1984年、よみうりテレビ）
- 花へんろシリーズ（1985年 - 1988年、NHK）
- 現代怪奇サスペンス「イジメは高くつく」（1986年、関西テレビ）
- ギャルボーイ!（1997年、テレビ朝日）
- 月曜ドラマスペシャル「早乙女千春の添乗報告書7・函館湯けむりツアー殺人事件」（1998年、TBS）

### ビデオ
- 戯れの彼方（1992年、大陸書房）
- 艶華（1994年、にっかつビデオ）

## 書籍
- 黛ジュン写真集―ワシントン・コネクション（1984年、アイドル出版）
- 黛ジュンのナチュラル・エクササイズ（1994年、扶桑社）
- 女はみんな華になれ―私の更年期障害（2003年、世界文化社）

## 受賞
- 第10回日本レコード大賞（1968年） - 大賞
- 第56回日本レコード大賞（2014年） - 功労賞